# Glenea trimaculipennis
Glenea trimaculipennis é uma espécie de escaravelho da família Cerambycidae. Foi descrita por Stephan von Breuning em 1959.